# Folk chinês
Folk chinês (abreviação de chineses folk [música folk chinesa ou folk chinês] (Chinês:民间中国人;pinyin: Mínjiān Zhōngguó rén ) também conhecido como C-folk, é um subgênero da música chinesa. E começou a ganhar fôlego em 1929, Marcado pela influência da ópera local e canções de pescadores. Em 2006 o folk chinês ficou bastante popular na China, cerca de 92% da população da China é chinesa Han, e existem vários estilos regionais de música folclórica Han. A canção folclórica tem a história mais longa, a estrutura mais simples, os números mais ricos e o gênero musical mais difundido entre a cultura tradicional chinesa.